# Cdparanoia
cdparanoia es un programa libre desarrollado por la Fundación Xiph.Org para extraer el audio de discos compactos. Está disponible para varios sistemas operativos basados en UNIX. La meta del proyecto es desarrollar un programa capaz de extraer audio sin los errores asociados con otros extractores. De este modo, cdparanoia es parecido al ripeador Exact Audio Copy, que solo está disponible para Microsoft Windows. La biblioteca utilizada por cdparanoia, libparanoia, es el estándar para los entornos de escritorio KDE y GNOME.
Aunque cdparanoia no está disponible para Windows, la biblioteca es usada por varios extractores para Windows, incluyendo CDex y fre:ac. 

## Historia
cdparanoia fue desarrollado por Xiph.Org, que provee acceso público de solo lectura a través de Subversion. El proyecto empezó como una serie de parches para cdda2wav, llamada Paranoia I y II, que proveyó corrección de error limitada y soportó muy pocas unidades de CD-ROM. Paranoia III (enero de 1998) era una biblioteca autónoma para BeOS y Linux.
Paranoia IV, la versión actual de desarrollo, se diseña para ser más flexible, portable y capaz. Las características planeadas incluyen el soporte para las unidades de puerto paralelo, la detección y la eliminación de "pregap" y adaptaciones a NetBSD y Solaris. Aunque el desarrollo pareció haber parado después de 2002, continuó en el agosto de 2006, lanzando una versión en pruebas de versión 10.0.

## Funciones
Formatos de salida son WAV, AIFF, AIFF-C (para MacOS), o raw (datos "crudos" sin cabecera)
Se puede especificar rangos de pistas extraer, secciones parciales de una a varias pistas (pista 3 desde 0:15 hasta pista 5 hasta 1:25), o por sectores (75 en un segundo).

## Diseño
La subyacente biblioteca, libparanoia, efectúa la mayoría del proceso de ripear, mientras que cdparanoia simplemente sirve de front-end para ella. La versión actual de la biblioteca es Paranoia III.
cdparanoia se escribió con un mínimo de características, dado que la meta de los desarrolladores era crear un programa que ripee correctamente y sepa lo más posible sobre el hardware del ordenador en vez de incluir características innecesarias, como una interfaz gráfica o una interfaz para CDDB. 

## Indicadores de estado
Los siguientes emoticonos se usan para notificar al usuario del estado del proceso de ripear:
```
:-)        Operación normal, bajo/no jitter
:-|        Operación normal, considerable jitter
:-/        Desplazamiento en la lectura
:-P        Pérdida inadvertida de flujo de información en la operación de lectura atómica
8-|        Un error sigue ocurriendo en la misma posición del disco y es difícil corregirlo
:-0        Ha ocurrido un error de transporte de SCSI/ATAPI
:-(        Rasguño detectado
;-(        El programa se rindió de tratar de corregir un error
8-X        Suspendida la lectura del disco, debido a un conocido error sin solución
:^D        Terminado

```